# Psychotria schaeferi
Psychotria schaeferi là một loài thực vật có hoa trong họ Thiến thảo. Loài này được Lorence & W.L.Wagner mô tả khoa học đầu tiên năm 2005.